# ワトンワン郡 (ミネソタ州)
ワトンワン郡（英: Watonwan County）は、アメリカ合衆国ミネソタ州の南部に位置する郡である。2010年国勢調査での人口は11,211人であり、2000年の11,876人から5.6％減少した。郡庁所在地はセントジェイムズ市（人口4,605人）であり、同郡で人口最大の都市でもある。ワトンワン郡はミネソタが州に昇格した2年後の1860年に設置された。

## 地理
アメリカ合衆国国勢調査局に拠れば、郡域全面積は439.92平方マイル (1,139.4 km2)であり、このうち陸地434.51平方マイル (1,125.4 km2)、水域は5.40平方マイル (14.0 km2)で水域率は1.23％である。郡内北部を東向きにワトンワン川とその支流が流れている。

### 湖
ワトンワン郡には17の湖があり、そのうち1つは隣接するブラウン郡にも一部が入っている。

### 主要高規格道路
- ミネソタ州道4号線
- ミネソタ州道15号線
- ミネソタ州道30号線
- ミネソタ州道60号線

### 隣接する郡
- ブラウン郡 - 北
- ブルーアース郡 - 東
- マーティン郡 - 南
- ジャクソン郡 - 南西
- コットンウッド郡 - 西

## 人口動態

人口ピラミッド

以下は2000年の国勢調査による人口統計データである。
| 基礎データ - 人口: 11,876人 - 世帯数: 4,627 世帯 - 家族数: 3,141 家族 - 人口密度: 11人/km2（27人/mi2） - 住居数: 5,036軒 - 住居密度: 4軒/km2（12軒/mi2） 人種別人口構成 - 白人: 88.54% - アフリカン・アメリカン: 0.37% - ネイティブ・アメリカン: 0.21% - アジア人: 0.87% - 太平洋諸島系: 0.02% - その他の人種: 8.78% - 混血: 1.21% - ヒスパニック・ラテン系: 15.19% 先祖による構成 - ドイツ系：40.9％ - ノルウェー系：17.3％ - スウェーデン系：5.8％ 年齢別人口構成 - 18歳未満: 27.6% - 18-24歳: 7.8% - 25-44歳: 24.3% - 45-64歳: 21.7% - 65歳以上: 18.6% - 年齢の中央値: 39歳 - 性比（女性100人あたり男性の人口） - 総人口: 95.4 - 18歳以上: 94.5 | 世帯と家族（対世帯数） - 18歳未満の子供がいる: 32.5% - 結婚・同居している夫婦: 56.6% - 未婚・離婚・死別女性が世帯主: 7.3% - 非家族世帯: 32.1% - 単身世帯: 28.7% - 65歳以上の老人1人暮らし: 15.4% - 平均構成人数 - 世帯: 2.53人 - 家族: 3.10人 収入と家計 - 収入の中央値 - 世帯: 35,441米ドル - 家族: 42,321米ドル - 性別 - 男性: 29,2427米ドル - 女性: 19,788米ドル - 人口1人あたり収入: 16,413米ドル - 貧困線以下 - 対人口: 9.8% - 対家族数: 7.8% - 18歳未満: 13.5% - 65歳以上: 8.8% |

## 都市と郡区
| 都市 | 郡区                                                                                  | 郡区                                                                                        | 未編入の町                |
| --- | ------------------------------------------------------------------------------------- | ------------------------------------------------------------------------------------------- | ------------------------- |
| - バターフィールド - ダーファー - ラサール - ルイスビル - マデリア - オーディン - オームズビー † - セントジェイムズ - 郡庁所在地 | - アドリアン - アントリム - バターフィールド - フィールドン - ロングレイク - マデリア | - ネルソン - オーディン - リバーデール - ローゼンデール - セントジェイムズ - サウスブランチ | - ゴダール - スビーダール |

- † オームズビー市は隣接するマーティン郡にも跨っている。